# Pagode Daqin
O Pagode Daqin é um pagode budista no condado de Zhouzhi de Xi'an (anteriormente Chang'an ), província de Shaanxi, China, localizado a cerca de dois quilômetros a oeste do templo Louguantai . O pagode foi reivindicado como Igreja do Oriente desde a dinastia Tang.

## Etimologia
Daqin é o antigo nome chinês para o Império Romano ou, dependendo do contexto, o Oriente Próximo, especialmente a Síria.

## História
O Pagode Daqin foi atestado pela primeira vez em 1065, quando o poeta chinês Su Dongpo o visitou e escreveu um conhecido poema sobre ele, "Templo Daqin". Seu irmão mais novo, Su Zhe, também escreveu um poema "ecoante" referindo-se aos monges do templo. Um terremoto danificou gravemente o pagode em 1556 e foi finalmente abandonado. Devido ao terremoto, muitas das câmaras subterrâneas do complexo não são mais acessíveis.

## Características
O pagode octogonal de tijolos de sete andares tem cerca de 34 metros de altura (no passado, pensava-se que tinha 32). Cada lado do primeiro andar mede 4,3 metros.

## Especulação sobre o Cristianismo
O Pagode Daqin foi visitado pelo Bispo da Igreja Assíria do Leste, Mar Awa Royel, em 2012, como parte de uma visita de acompanhamento à China em 2010, a convite da Jingjiao Fellowship e do diretor, Sr.
Em 2001 o pagode foi reivindicado por Martin Palmer, o tradutor de vários livros populares sobre Sinologia, incluindo Zhuangzi e I Ching, como uma forma de cristianismo da dinastia Tang, no seu controverso livro Os Sutras de Jesus . De acordo com Palmer, a igreja e o mosteiro foram construídos em 640 pelos primeiros missionários da Igreja do Oriente. Daqin é o nome do Império Romano nos primeiros documentos em língua chinesa dos séculos I e II, em meados do século IX também era usado para se referir às igrejas missionárias dos cristãos siríacos.
Os defensores das reivindicações de Palmer chamaram a atenção para detalhes que sugerem que o mosteiro era anteriormente uma igreja cristã, incluindo uma suposta representação de Jonas nas paredes de Nínive, um presépio (representação do nascimento de Jesus) e grafites siríacos . A orientação do complexo voltada para o leste também é apresentada como evidência de sua origem cristã, uma vez que os complexos de templos taoístas e budistas chineses estão voltados para o norte ou para o sul.
Como potencial estímulo ao comércio turístico do distrito, as reivindicações de Palmer foram amplamente publicitadas pelas autoridades locais, mas também receberam a aprovação de académicos chineses. O exterior do pagode e seus arredores foram apresentados no primeiro episódio do programa da BBC de 2009 , A History of Christianity. O programa também contou com uma entrevista com Palmer pela apresentadora Professora Diarmaid MacCulloch .
Apesar da publicidade que receberam, as afirmações de Palmer são controversas e foram rejeitadas por Michael Keevak, autor de The Story of a Stele, e por David Wilmshurst, autor de The Martyred Church: A History of the Church of the East.
James Morris, da Universidade de St. Andrews, afirmou sobre o pagode que "até que uma análise arqueológica mais detalhada do local seja realizada [...] devemos nos contentar em sustentar que não há vestígios arqueológicos diretos comprovados da presença do Cristianismo". durante o período Tang ."

### Citações
1. 1 2  Daqin Temple Pagoda at china.org.cn
2. ↑  Martin Palmer, The Jesus Sutras: Rediscovering the Lost Religion of Taoist Christianity, ISBN 0-7499-2250-8, 2001
3. 1 2  Jenkins, Philip (2008). The Lost History of Christianity: the Thousand-Year Golden Age of the Church in the Middle East, Africa, and Asia – and How It Died. New York: Harper Collins. pp. 64–68. ISBN 978-0-06-147280-0Jenkins, Philip (2008). The Lost History of Christianity: the Thousand-Year Golden Age of the Church in the Middle East, Africa, and Asia – and How It Died. New York: Harper Collins. pp. 64–68. ISBN 978-0-06-147280-0.
4. ↑  «Bishop Mar Awa Royel Visits China». Assyrian Church News (em inglês). 10 de dezembro de 2012. Consultado em 22 de outubro de 2019. Arquivado do original em 22 de outubro de 2019
5. ↑  Hill, John E. (2006). «The Kingdom of Da Quin». The Western Regions according to the Hou Hanshu 2nd ed. [S.l.: s.n.]
6. ↑  Thompson, Glen L (abril de 2007). «Christ on the Silk Road: The Evidences of Nestorian Christianity in Ancient China». Touchstone Journal. Consultado em 30 de novembro de 2008
7. ↑  «BBC Four - A History of Christianity»
8. ↑  Keevak, The Story of a Stele, 000; Wilmshurst, The Martyred Church, 461
9. ↑  Morris, James H. (2017). «Rereading the evidence of the earliest Christian communities in East Asia during and prior to the Táng Period». Missiology: An International Review. 45 (3): 252–264. ISSN 0091-8296. doi:10.1177/0091829616685352